# 552-я пехотная дивизия (вермахт)
552-я гренадерская дивизия (нем. 552. Grenadier-Division) — тактическое соединение сухопутных войск вооружённых сил нацистской Германии периода Второй мировой войны.

## История
552-я гренадерская дивизия была сформирована 11 июля 1944 года как «заградительная дивизия» на территории военного учебного центра «Зеннелагер» во время 29-й волны мобилизации Вермахта.
25 июля 1944 года дивизия была расформирована, а её части влились в состав формировавшейся в тот момент 6-й гренадерской дивизии.

## Местонахождение
- июль 1944 (Германия)

## Состав
- 1116-й гренадерский полк (Grenadier-Regiment 1116)
- 1117-й гренадерский полк (Grenadier-Regiment 1117)
- 1118-й гренадерский полк (Grenadier-Regiment 1118)
- 1552-й артиллерийский полк (Artillerie-Regiment 1552)
- 552-я фузилёрная рота (Füsilier-Kompanie 552)
- 552-я рота связи (Nachrichten-Kompanie 552)
- 1552-й отряд материального обеспечения (Nachschubtruppen 1552)